# Judy Wasylycia-Leis
Judy Wasylycia-Leis (née le 10 août 1951 à Winterbourne, près de Kitchener en Ontario) est une femme politique canadienne.

## Biographie
Elle est l'ancienne députée à la Chambre des communes du Canada, représentant la circonscription manitobaine de Winnipeg-Nord de 1997 à 2010 sous la bannière du Nouveau Parti démocratique.
Elle fut ministre du gouvernement manitobain au sein du cabinet de Howard Pawley de 1986 à 1988.